# Luis Moreno Ocampo
Luis Gabriel Moreno Ocampo (Buenos Aires, 4 de junio de 1952) es un abogado argentino. Fue el primer fiscal jefe de la Corte Penal Internacional (2003-2012). Previamente tuvo un rol fundamental en la transición democrática argentina (1983-1991).
Como el primer fiscal de la Corte Penal Internacional, su mandato fue establecer la Oficina del Fiscal y decidir dónde iniciar las primeras investigaciones. Durante su gestión la Oficina del Fiscal analizó 17 situaciones alrededor del mundo y abrió investigaciones en 7 países distintos.  Logró el procesamiento por crímenes de lesa Humanidad  en contra de tres jefes de Estado, incluyendo el presidente de Sudán Omar Bashir, el presidente de Costa de Marfil Laurent Gbagbo, el líder supremo de Libia Muamar el Gadafi, y otras 28 personas consideradas máximas responsables de crímenes atroces cometidos en siete países distintos.
A los 32 años Moreno Ocampo fue el fiscal adjunto del Juicio a las juntas en 1985, donde se juzgó por primera vez a los máximos responsables de la última dictadura cívico-eclesial-militar argentina, que tuvo lugar entre 1976 y 1983. También llevó adelante los juicios por negligencia militar a los máximos responsables de la guerra de Malvinas, casos de corrupción de altos funcionarios gubernamentales, y los juicios por las rebeliones militares de enero de 1988 y la última de diciembre de 1990.   Cuando terminó ese proceso, renunció a su cargo y se dedicó a la actividad privada antes de tomar posesión del cargo de Fiscal Jefe de la Corte Penal Internacional en 2003.

## Biografía
Luis Moreno Ocampo se graduó como abogado en la Universidad de Buenos Aires en 1978. Entre 1980 y 1984 fue prosecretario y secretario letrado, asesorando al procurador general de la Nación Argentina en la preparación de dictámenes, frente a la Corte suprema de justicia.
En 1985 fue el fiscal adjunto en el Juicio a las Juntas Militares, que se llevó a cabo ante la Cámara Federal de Apelaciones en lo Penal, donde se juzgó a los máximos responsables de las Juntas Militares que gobernaron Argentina durante la última dictadura militar instaurada en 1976. En dicho juicio, la fiscalía probó la responsabilidad penal de los expresidentes Jorge Rafael Videla, y Roberto Viola, de los almirantes Emilio Massera y Armando Lambruschini, y del Brigadier Orlando Agosti, que fueron condenados el 9 de diciembre de 1985.
Se trató del primer caso contra comandantes militares por el asesinato en masa de personas desde los Juicios de Núremberg.   La profesora de Harvard Kathryn Sikkink lo considera una pieza central de la Cascada de la Justicia que analizó el impacto de los juicios por derechos humanos en la geopolítica y la justicia global.
Para Moreno Ocampo "el juicio a las juntas no solo estableció la responsabilidad individual de Massera, Videla y los otros comandantes; le dio voz y cara a las víctimas que pudieron explicar lo que les pasó. Eso modificó a los que no creían en lo que había pasado y terminó para siempre con los golpes de estado".
En 1986 Luis Moreno Ocampo actuó en el proceso contra el general Ramón Camps, exjefe de la policía de Buenos Aires, y de otros ocho oficiales acusados de asesinato, secuestro y tortura. Fue también parte del equipo enviado a California para pedir la extradición del general Guillermo Suárez Mason, que se hizo efectiva en 1988.
En 1988 dirigió la acusación contra los líderes carapintadas por dos intentos de golpes de estado en 1987 y 1990  y dirigió la acusación por incumplimiento de deberes militares contra Leopoldo Galtieri, Jorge Anaya y Basilio Lami Dozo, por su actuación durante la guerra de Malvinas.
En 1992 abandonó su cargo en la Justicia y se dedicó a la actividad privada desde su estudio de abogados, llevando adelante investigaciones sobre casos de corrupción en el sector privado, y de violación de los derechos humanos.
Durante 1997 condujo un ciclo televisivo en la TV argentina llamado "Forum, La Corte del Pueblo", en el que se recreaba la sala de un Tribunal de Justicia y se presentaban variados casos en los cuales Moreno Ocampo -representando a un juez- daba "sentencia" y/o buscaba mediar en conflictos entre vecinos y familiares. Según las propias palabras de Moreno Ocamo, FORUM “era una manera de difundir los mecanismos de mediación, llevar al espacio televisivo algunas reglas propias del sistema judicial que se basa en respetar a las partes, y que sean escuchadas”.
Ha sido profesor visitante en las universidades de Stanford (2002) y Harvard (2003), Universidad Hebrea de Jerusalén y USC, y Senior Fellow en Yale University, Harvard University y NYU.   Fue Miembro del Consejo Asesor de Transparencia Internacional y fue fundador de la ONG Poder Ciudadano.
Luis Moreno Ocampo recibió la Legión de Honor de Francia y fue distinguido en 2011 como uno de los 100 Pensadores Globales por la publicación Foreign Policy”.

## Fiscal de la Corte Penal Internacional
El 16 de junio de 2003 al mismo tiempo que se desataba el conflicto con Irak tomó posesión del cargo de Fiscal Jefe de la Corte Penal Internacional.  Había temores de que la CPI no pudiera funcionar. Sin embargo durante sus primeros 9 años, la Fiscalía abrió investigaciones en cuatro estados partes de Corte (República Democrática del Congo, Uganda, Centroáfrica y Kenia). En Darfur y Libia a requerimiento del Consejo de Seguridad de Naciones Unidas, y en Costa de Marfil a pedido de sus autoridades nacionales.
31 personas fueron procesadas durante su gestión, se llevaron a cabo 7 audiencias de confirmación de cargos y se iniciaron tres juicios.
Durante su gestión en la CPI culminó el primer juicio con la condena a Thomas Lubanga.  Ben Ferencz, quien a los 27 años participó como Fiscal de los juicios de Núremberg, cerró el alegato de la Fiscalía de la CPI a sus 93 años de edad.
El 15 de junio de 2012, Moreno Ocampo terminó su mandato y fue reemplazado por la jurista de Gambia, Fatou Bensouda.
En el 2013 fue el presidente del panel de expertos del Banco Mundial sobre corrupción en Bangladés.
Prestó su colaboración en el proceso de desmovilización de las FARC en Colombia, manteniendo reuniones con el presidente Juan Manuel Santos, los Generales de las Fuerzas Armadas Colombiana y con los líderes de las FARC en La Habana.
Visitó Irak en 2015 para entrevistar a víctimas del Estado Islámico que habían atacado a la comunidad Yazidi. Fue de los primeros en calificar los crímenes cometidos como Genocidio.
En 2017 asesoró a Luis Almagro, secretario general de la Organización de Estados Americanos (OEA) sobre el proceso de investigación de las denuncias contra Venezuela. A consecuencia del informe producido seis países (Colombia, Paraguay, Argentina, Perú, Chile y Canadá) refirieron la situación de Venezuela a la Corte Penal Internacional.

## Controversias
En 2017 el diario digital francés Mediapart recibió de fuentes desconocidas una copia de todos los correos electrónicos de Moreno Ocampo. Sobre esa base, Der Spiegel reveló la existencia de cuentas y empresas offshore pertenecientes a Moreno Ocampo, quien no negó su existencia, alegando que trabajaba offshore al no pagar impuestos en Argentina, porque no vivía en ese país desde 2003.
Como parte de esa misma investigación la Red europea de periodismo EIC reveló que Moreno Ocampo tuvo como cliente a Hassan Tatanaki, un magnate libio sospechado de haber apoyado a criminales de guerra en Libia. Se aclaró que Tatanaki intentaba hacer justicia en Libia y que nunca fue sospechado de cometer crímenes por la CPI.
También fue criticado por la investigación que llevó adelante (a pedido de donantes de la Fundación Felices los Niños), acerca de un informe que realizó el programa Telenoche Investiga, sobre al sacerdote Julio César Grassi, condenado en 2009 por abuso sexual infantil y corrupción de menores.
En 2005 Moreno Ocampo se vio envuelto en una controversia cuando su asesor de prensa Christian Palme lo denunció por acoso sexual a una periodista sudafricana. La denuncia fue investigada por tres jueces de la CPI, que tomaron declaraciones a la periodista y luego desestimaron la denuncia. Siguiendo el consejo de un abogado experto en relaciones laborales internacionales, Christian Palme fue dejado cesante. Esa medida fue revocada porque el tribunal de la Organización Mundial del Trabajo consideró que no se había probado que Palme tuviera malicia al hacer su denuncia.